# 疯狂的外星人
《疯狂的外星人》是2019年上映的中国科幻喜劇剧情电影，改编自刘慈欣小说《乡村教师》、由宁浩執導，黄渤、沈腾、汤姆·派福瑞、马修·莫里斯领衔主演、徐峥特别出演。本片主要敘述动物园饲养员耿浩阴差阳错地救起了一个外星生物、历尽艰辛送其回家的故事。除了宁浩电影一贯独有的黑色幽默风格，这也是其第一次拍摄科幻题材。
这是宁浩继《疯狂的石头》、《疯狂的赛车》之后“疯狂系列”的第三部作品，也是黄渤在宁浩电影中第三次出演名叫“耿浩”的角色。电影于2017年7月开拍，同年12月杀青，2019年2月5日（大年初一）在中国大陆上映，取得22.13亿人民币高票房。
同日、IMAX版《疯狂的外星人》经由IMAX专利的数字原底翻版(DMR)技术转制为IMAX版本。在全国600多家IMAX影院同步上映。

## 劇情
号称银河系最先进的外星文明试图和地球建交，谁知一连串的误会导致意外发生。外星使者的飞船坠入大气层，最终摔在了中国某市的世界公园中。靠耍猴戏为生的耿浩（黄渤 饰）和酒贩子好友大飞（沈腾 饰）把受伤的外星人错认为来自南美洲的猴子，在自家猴子受伤的情况下，耿浩开始训练起这个他口中的“刚果骚骚猴”来了。由于失去了超能力加成设备，外星人的本事无法施展，只能任由这两个傻乎乎的地球人打骂操练。尽管如此，他仍试图夺回自己的装备。另一方面，之前与外星人交流失败的超级大国根据外星人留下的信息，穿梭世界各地寻找外星使者。地球的命运朝着不可预测的方向发展…… 
。

## 主要演员
| 演员        | 角色              | 介绍         |
| ----------- | ----------------- | ------------ |
| 黄渤        | 耿浩              | 公园耍猴人   |
| 沈腾        | 大飞              | 白酒批发商   |
| 马修·莫里斯 | 安德鲁上尉        |              |
| 汤姆·派福瑞 | 情报局特工        |              |
| 凯特·纳尔逊 | C国中央情报局官员 |              |
| 徐峥        | 外星人            | 外星人原型   |
| 徐峥        | 徐老板            | 白酒商总裁   |
| 于和伟      | 刘总              |              |
| 雷佳音      | 警察              |              |
| 刘桦        | 廖师傅            | 理疗店按摩师 |

## 宣传及发行

### 宣传
2017年7月26日，《疯狂的外星人》正式开机，并于同日宣布正式定档2019年大年初一（2月5日）上映。
2018年12月7日，影片正式发布“如约而至”主题海报。2018年12月9日，影片首次发布“有码”版先导预告片。2018年12月27日，影片发布“绑架”版预告并发布IMAX版海报。
2019年1月21日，影片发布同名主题曲。2019年1月10日，影片发布“疯狂开锣”海报，宣布影片正式开启预售。2019年1月14日，影片发布“囚禁”版海报。2019年1月17日，影片发布“献技”版新媒体海报。
2019年2月1日，影片发布双发破亿海报。2019年2月6日，影片发布“天外来客”版特告片。

### 上映
《疯狂的外星人》于2019年2月5日（农历己亥年大年初一）在中国大陆以2D、IMAX、中国巨幕、杜比全景声、DTS:X、和4DX等形式正式上映。